# Adramyttion
Adramyttion var en hamnstad i Mysien som omnämns i Bibeln. Aposteln Paulus färdades under sin resa till Rom med ett adramyttiskt fartyg från Caesarea Maritima till Myra.